# Gastone Guerrieri di Mirafiori
Gastone Guerrieri di Mirafiori (Firenze, 8 dicembre 1878 – Sommariva Perno, 7 agosto 1943) è stato un imprenditore e politico italiano.

## Biografia
Gastone Guerrieri di Mirafiori, figlio di Emanuele Alberto Conte di Mirafiori e Fontanafredda e Bianca Enrichetta de Larderel, fu nipote di Vittorio Emanuele II di Savoia e della sua seconda moglie morganatica Rosa Vercellana, la Bela Rosin.
Gastone, Conte di Mirafiori e Fontanafredda dal 1896 fino alla sua morte, fu socio residente dell'Accademia di agricoltura di Torino e socio corrispondente dell'Accademia dei Georgofili di Firenze. Fondò la Società di vini "Mirafiori".
Fu deputato per il collegio di Alba nella XXIV legislatura dal 1913 al 1919, e nel collegio unico nazionale nelle successive XXVII (1924 - 1929) e XXVIII (1929 - 1934); il 3 marzo 1934 fu nominato senatore nella XXIX legislatura.
Morì a Sommariva Perno nel 1943, a 64 anni.

## Matrimonio e discendenza
Il 6 giugno 1900 sposò, presso la tenuta Monsordo Bernardina di Alba, Margherita Boasso (Torino 5 dicembre 1878 - Sanremo 11 gennaio 1974). Dal matrimonio nacque un'unica figlia:
- Vittoria Margherita (1901-1970), sposò il 7 luglio 1925 a Sommariva Perno Melchiorre Gromis, conte di Trana[4].

## Antenati
|                                |                                    |                               | Genitori                             |  |  | Nonni |  |  | Bisnonni                |  |  | Trisnonni                          |  |
|                                |                                    |                               |                                      |  |  |       |  |  | Carlo Alberto di Savoia |  |  | Carlo Emanuele di Savoia-Carignano |  |
|                                |                                    |                               |                                      |  |  |       |  |  | Carlo Alberto di Savoia |  |  | Carlo Emanuele di Savoia-Carignano |  |
|                                |                                    | Maria Cristina di Sassonia    |                                      |  |  |       |  |  | Carlo Alberto di Savoia |  |  |                                    |  |
| Vittorio Emanuele II di Savoia |                                    |                               |                                      |  |  |       |  |  | Carlo Alberto di Savoia |  |  |                                    |  |
|                                |                                    | Maria Teresa d'Asburgo-Lorena | Ferdinando III di Toscana            |  |  |       |  |  |                         |  |  |                                    |  |
|                                |                                    | Maria Teresa d'Asburgo-Lorena | Ferdinando III di Toscana            |  |  |       |  |  |                         |  |  |                                    |  |
|                                |                                    | Maria Teresa d'Asburgo-Lorena | Luisa Maria Amalia di Borbone-Napoli |  |  |       |  |  |                         |  |  |                                    |  |
| Emanuele Alberto Guerrieri     |                                    | Maria Teresa d'Asburgo-Lorena |                                      |  |  |       |  |  |                         |  |  |                                    |  |
|                                |                                    | Giovanni Battista Vercellana  | …                                    |  |  |       |  |  |                         |  |  |                                    |  |
|                                |                                    | Giovanni Battista Vercellana  | …                                    |  |  |       |  |  |                         |  |  |                                    |  |
|                                |                                    | Giovanni Battista Vercellana  | …                                    |  |  |       |  |  |                         |  |  |                                    |  |
| Rosa Vercellana                |                                    | Giovanni Battista Vercellana  |                                      |  |  |       |  |  |                         |  |  |                                    |  |
|                                |                                    | Maria Teresa Griglio          | …                                    |  |  |       |  |  |                         |  |  |                                    |  |
|                                |                                    | Maria Teresa Griglio          | …                                    |  |  |       |  |  |                         |  |  |                                    |  |
|                                |                                    | Maria Teresa Griglio          | …                                    |  |  |       |  |  |                         |  |  |                                    |  |
| Gastone Guerrieri              |                                    | Maria Teresa Griglio          |                                      |  |  |       |  |  |                         |  |  |                                    |  |
|                                | Conte François Jacques de Larderel | Abel Filibert de Lardelel     |                                      |  |  |       |  |  |                         |  |  |                                    |  |
|                                | Conte François Jacques de Larderel | Abel Filibert de Lardelel     |                                      |  |  |       |  |  |                         |  |  |                                    |  |
|                                | Conte François Jacques de Larderel | Antoinette Alcoque            |                                      |  |  |       |  |  |                         |  |  |                                    |  |
| Conte Enrico de Larderel       | Conte François Jacques de Larderel |                               |                                      |  |  |       |  |  |                         |  |  |                                    |  |
|                                |                                    | Marie-Pauline Morand          | …                                    |  |  |       |  |  |                         |  |  |                                    |  |
|                                |                                    | Marie-Pauline Morand          | …                                    |  |  |       |  |  |                         |  |  |                                    |  |
|                                |                                    | Marie-Pauline Morand          | …                                    |  |  |       |  |  |                         |  |  |                                    |  |
| Bianca Enrichetta de Larderel  |                                    | Marie-Pauline Morand          |                                      |  |  |       |  |  |                         |  |  |                                    |  |
|                                |                                    | …                             | …                                    |  |  |       |  |  |                         |  |  |                                    |  |
|                                |                                    | …                             | …                                    |  |  |       |  |  |                         |  |  |                                    |  |
|                                |                                    | …                             | …                                    |  |  |       |  |  |                         |  |  |                                    |  |
| Annicie Belfort d'Antry        |                                    | …                             |                                      |  |  |       |  |  |                         |  |  |                                    |  |
|                                |                                    | …                             | …                                    |  |  |       |  |  |                         |  |  |                                    |  |
|                                |                                    | …                             | …                                    |  |  |       |  |  |                         |  |  |                                    |  |
|                                |                                    | …                             | …                                    |  |  |       |  |  |                         |  |  |                                    |  |
|                                |                                    | …                             |                                      |  |  |       |  |  |                         |  |  |                                    |  |